# Тјен Шан
Тјен Шан или преведено са језика локалних народа (кинески, киргиски, итд) Небеске планине или Божанске планине, велики су планински масив у средњој Азији. Највиши врх у Тјeн Шану је Јенгиш Чокусу, висок 7.439 m (24.406 ft). Његова најнижа тачка је Турпанска депресија, која је 154 m (505 ft) испод нивоа мора.
Једна од најранијих историјских референци на ове планине може бити повезана са сјунгнуском речју Килиан - према тангском коментатору Јану Шигу, Килиан је сјунгнуска реч за небо или небеса. Сима Ћен је у Записима Великог историчара споменуо Килиана у контекству домовине Јуеџија и верује се да се тај термин односи на Тјен Шан, а не на Килијанске планине 1.500 km (930 mi) даље источно и сада познато под овим именом. Планине Тану-Ола у Туви имају исто значење у свом имену („небеске планине“ или „планине бога/духа“). Име на кинеском, Тјен Шан, највероватније је директан превод традиционалног киргишког назива за планине, Teñir Too. Тјен Шан се сматра светим у Тенгризамз, а његов други највиши врх познат је као Кан Тенгри што се може превести као „Господар духова“. На Конференцији о светској баштини 2013. године, источни део Тјен Шана у западној Кини, у региону Синђијанг, наведен је као локација светске баштине. Западни део Казахстана, Киргистана и Узбекистана тада је бијо наведен 2016. године.

## Назив
Назив потиче од кинеског 天山 (Tiān Shān), што дословно значи „Небеске планине”; што је исто значење и његова назива на киргијском Теңир тоо (Tengri-Too), кашашком Хан Тәңірі (Han Tengri), монголском Тэнгэр уул (Tenger Uul) и ујгурском تەڭرى تاغ (Tengri Tah).
Кинески назив вероватно потиче од Сјунгну назива за Наншан горје, које се налази 1.500 km према југоистоку од Таншана, а који је први забележио Сима Ћен у свом делу Записи великог историчара из 91. п. н. е., као назив за прадомовину Сјунгну народа Јуежи.
Име горја Тану-Ола у јужном Сибиру је настало из туванског назива Таңды-Уула (Tangdi-Uula), што такође значи „Небеске планине”.

## Географске и геолошке карактеристике
Планински ланац Тјен Шан простире се од истока према западу у дужини од 2500 км преко Кине, Казахстана, Киргистана, па све до Узбекистана. Ширина планинског масива је 500-300 км, са површином од 1.000.000 км². Геолошки то су млади венци планина, које су настале у Кенозоику, са највишим Врхом Победа (Џенгис Чокусу) који има 7.439 м и бројним врховима који прелазе 6000 м. Планински венац Тјен Шан је богат бројним језерима и изворима многобројних река. Велика површина планинског масива је прекривен шумом оморике, које расту на висинама преко 2.000 метара, док на нижим надморским висинама расту јединствене природне шуме дивљих ораха и јабука.
Највиши врх Тјен Шана је Врх Победе (киргишки: Жеңиш чокусу, Džengiš Čokusu) висине 7,439 m, који је и највиши врх Киргистана, на граници с кинеском аутономном покрајином Синђан. На Таншану се налазе и бројни други врхови који прелазе 6.000 m, као што је Хан Тенгри (7.010 m) који припада Кини, Киргистану и Казахстану, чији је и највиши врх. Прелаз Торугарт (3.752 m) се налази између Казахстана и Синђана. Тјен Шан има бројна језера и извор је бројних река као што су Сир Дарја, Или i Тарим. Северни Тјен Шан се састоји од више горја: Талас Алатау (Узбекистан, Киргистан и Казахстан), Киргишки Алатау, Куруктаг и Terskej Alatau (Киргистан), Кунгеј Алатау (Киргистан и Казахстан) и Трансили Алатау (Казахстан). Између киргишког горја Кунгеј и Терскеј, на 1.606 m надморске висине, налази се велико слано језеро Исик Кул. Још једна природна знаменитост на северозападу Тјен Шана је 15 km дуг и 500 m дубок кланац реке Аксу, који се налази у Казахстану, 200 km североисточно од Ташкента.
- Киргишки Алатау
- Кунгеј Алатау
- Стена „Седам бикова”, Исјакулска област (Терскеј Алатау, Киргистан)
- 5.020 m висок Пик Талгар (Трансили Алатау, Казахстан)
- Врх Хантенгри, највиши врх Казахстана

### Таншан Синђенга
У Кини, Тјен Шан се састоји од четири горја (Томур, Калајун-Куерденинг, Бајинбукуке и Богда) која прекривају површину од 606.833 ha. Ова горја се уздижу изнад пустиње Такламакан стварајући јединствен визуелни контраст између топлих (сувих и пустих) и хладних (влажних и бујних) крајева. Њихов рељеф и екосистеми су сачувани од плиоцена и представљају изванредан пример непрекинутих биолошких, еколошких и еволуцијских процеса. Ту обитава велики број ендемских и реликтних биљних врста од којих су многе ретке и угрожене врсте (као што је смрека Picea schrenkiana).
- Ледник код 6.627 m високог врха Сјуељен Фенг („Снежни лотус”)
- Јакови на Тјен Шану СинЂенга
- Пут преко Тјен Шана од Јининга до Куче
- Будистичке Кизил пећине (3-8 века)
- „Пламтеће планине” источно од Турпана

### Западни Таншан
Западни Таншан се креће у висини од 700 до 4,503 m. Карактеришу га различити крајолици који су дом изузетно богатој биоразноликости, посебно типова шума и јединствених биљних заједница. Од глобалне је важности као центар подрекла низа култивираних воћних култура.
- Кланац Аксу у Националном резервату Аксу-Забагљи (Казахстан)
- Врх Нусултан висине 4.376 m (Kirgistan)
- Национални парк Ала Арча (Киргистан)
- Језеро Сари-Челек у истоимном Парку природе (Киргистан)
- Чаткалски парк природе (Узбекистан)

## Клима
| Клима Тјен Шана, 3639 m asl (1981–2010 нормале) | Клима Тјен Шана, 3639 m asl (1981–2010 нормале) | Клима Тјен Шана, 3639 m asl (1981–2010 нормале) | Клима Тјен Шана, 3639 m asl (1981–2010 нормале) | Клима Тјен Шана, 3639 m asl (1981–2010 нормале) | Клима Тјен Шана, 3639 m asl (1981–2010 нормале) | Клима Тјен Шана, 3639 m asl (1981–2010 нормале) | Клима Тјен Шана, 3639 m asl (1981–2010 нормале) | Клима Тјен Шана, 3639 m asl (1981–2010 нормале) | Клима Тјен Шана, 3639 m asl (1981–2010 нормале) | Клима Тјен Шана, 3639 m asl (1981–2010 нормале) | Клима Тјен Шана, 3639 m asl (1981–2010 нормале) | Клима Тјен Шана, 3639 m asl (1981–2010 нормале) | Клима Тјен Шана, 3639 m asl (1981–2010 нормале) |
| Показатељ \ Месец                               | .Јан.                                           | .Феб.                                           | .Мар.                                           | .Апр.                                           | .Мај.                                           | .Јун.                                           | .Јул.                                           | .Авг.                                           | .Сеп.                                           | .Окт.                                           | .Нов.                                           | .Дец.                                           | .Год.                                           |
| ----------------------------------------------- | ----------------------------------------------- | ----------------------------------------------- | ----------------------------------------------- | ----------------------------------------------- | ----------------------------------------------- | ----------------------------------------------- | ----------------------------------------------- | ----------------------------------------------- | ----------------------------------------------- | ----------------------------------------------- | ----------------------------------------------- | ----------------------------------------------- | ----------------------------------------------- |
| Апсолутни максимум, °C (°F)                     | −2,0 (28,4)                                     | 5,2 (41,4)                                      | 12,1 (53,8)                                     | 13,0 (55,4)                                     | 18,0 (64,4)                                     | 20,9 (69,6)                                     | 23,0 (73,4)                                     | 23,1 (73,6)                                     | 21,1 (70)                                       | 13,3 (55,9)                                     | 7,8 (46)                                        | 2,3 (36,1)                                      | 23,1 (73,6)                                     |
| Максимум, °C (°F)                               | −13,3 (8,1)                                     | −10,7 (12,7)                                    | −4,8 (23,4)                                     | 0,5 (32,9)                                      | 4,9 (40,8)                                      | 8,6 (47,5)                                      | 11,4 (52,5)                                     | 11,4 (52,5)                                     | 7,5 (45,5)                                      | 0,7 (33,3)                                      | −6,1 (21)                                       | −11,3 (11,7)                                    | −0,1 (31,83)                                    |
| Просек, °C (°F)                                 | −20,4 (−4,7)                                    | −18,8 (−1,8)                                    | −12,8 (9)                                       | −6,4 (20,5)                                     | −0,5 (31,1)                                     | 3,2 (37,8)                                      | 5,6 (42,1)                                      | 5,2 (41,4)                                      | 1,3 (34,3)                                      | −5,6 (21,9)                                     | −13,0 (8,6)                                     | −18,2 (−0,8)                                    | −6,7 (19,95)                                    |
| Минимум, °C (°F)                                | −27,8 (−18)                                     | −26,7 (−16,1)                                   | −20,9 (−5,6)                                    | −13,6 (7,5)                                     | −6,5 (20,3)                                     | −2,5 (27,5)                                     | −0,8 (30,6)                                     | −1,6 (29,1)                                     | −5,4 (22,3)                                     | −12,4 (9,7)                                     | −20,2 (−4,4)                                    | −25,3 (−13,5)                                   | −13,64 (7,45)                                   |
| Апсолутни минимум, °C (°F)                      | −42 (−44)                                       | −44 (−47)                                       | −38,9 (−38)                                     | −31,7 (−25,1)                                   | −22 (−8)                                        | −16,1 (3)                                       | −11 (12)                                        | −13 (9)                                         | −20 (−4)                                        | −34,7 (−30,5)                                   | −36,9 (−34,4)                                   | −40 (−40)                                       | −44 (−47)                                       |
| Количина падавина, mm (in)                      | 4,9 (0,193)                                     | 8,1 (0,319)                                     | 15,9 (0,626)                                    | 20,8 (0,819)                                    | 54,5 (2,146)                                    | 68,4 (2,693)                                    | 68,7 (2,705)                                    | 48,9 (1,925)                                    | 30,5 (1,201)                                    | 18,5 (0,728)                                    | 12,3 (0,484)                                    | 10,8 (0,425)                                    | 362,3 (14,264)                                  |
| Дани са падавинама (≥ 1 mm)                     | 1,78                                            | 3,18                                            | 5,46                                            | 6,92                                            | 10,92                                           | 12,78                                           | 11,98                                           | 9,58                                            | 7,40                                            | 5,18                                            | 3,74                                            | 3,29                                            | 82,21                                           |
| Извор #1: Météo climat stats                    |                                                 |                                                 |                                                 |                                                 |                                                 |                                                 |                                                 |                                                 |                                                 |                                                 |                                                 |                                                 |                                                 |
| Извор #2: Météo Climat                          |                                                 |                                                 |                                                 |                                                 |                                                 |                                                 |                                                 |                                                 |                                                 |                                                 |                                                 |                                                 |                                                 |